# Stictochironomus kamiprinus
Stictochironomus kamiprinus är en tvåvingeart som beskrevs av Sasa 1991. Stictochironomus kamiprinus ingår i släktet Stictochironomus och familjen fjädermyggor. Inga underarter finns listade i Catalogue of Life.